# Cub Koda
Cub Koda (né le 1er octobre 1948 à Ann Arbor et mort le 1er juillet 2000) est un musicien américain surtout connu pour avoir été le chanteur et guitariste du groupe Brownsville Station.

## Biographie
Cub Koda grandit à Ann Arbor non loin de Détroit, et sa carrière de musicien commence au lycée lorsqu'il intègre les Del-Tinos, un petit groupe de rock qui parvient quand même à sortir 3 singles. En 1969, avec son compère le guitariste Michaël Lutz il fonde Brownsville Station dont il devient le leader. Il y tient le micro et la guitare. De nombreux spécialistes du rock considèrent Brownsville Station comme l'un des précurseurs du punk rock, à l'instar des Stooges, originaire de la même ville. Après la séparation de Brownsville Station en 1979, Cub Koda devient un producteur et un DJ recherché. Il travaille également comme chroniqueur pour le magazine Goldmine, au sein duquel il tient la chronique: "The Vinyl Junkie". Il publie également un livre "All Music Guide To The Blues". Parallèlement il continue sa carrière musicale en solo, accompagné par les Houserockers ou par les Points.
Il meurt le 1er juillet 2000 des suites d'une maladie du foie.